# Mistrovství Československa jednotlivců na klasické ploché dráze 1976
Mistrovství Československa jednotlivců na klasické ploché dráze 1976 bylo tvořeno 4 závody.

## Závody
Z1 = Praha - 16. 7. 1976
Z2 = Slaný - 17. 7. 1976
Z3 = Pardubice - 30. 7. 1976
Z4 = Březolupy - 1. 8. 1976

## Celkové výsledky
| Pořadí | Jméno              | Klub              | Body | Body celkem |
| ------ | ------------------ | ----------------- | ---- | ----------- |
| 1.     | Jiří Štancl        | Rudá hvězda Praha |      | 60          |
| 2.     | Václav Verner      | Rudá hvězda Praha |      | 49          |
| 3.     | Jan Verner         | Rudá hvězda Praha |      | 38          |
| 4.     | Josef Minařík      | Slaný             |      | 37          |
| 5.     | Jan Klokočka       | Slaný             |      | 34          |
| 5.     | Petr Kučera        | Pardubice         |      | 34          |
| 7.     | Karel Voborník     |                   |      | 33          |
| 8.     | Jiří Jirout        | Pardubice         |      | 28          |
| 9.     | Emil Sova          | Pardubice         |      | 27          |
| 10.    | Petr Ondrašík      | Rudá hvězda Praha |      | 24          |
| 11.    | Jan Hádek          | Plzeň             |      | 21          |
| 12.    | Václav Čiviš       | Slaný             |      | 18          |
| 13.    | Zdeněk Kudrna      | Rudá hvězda Praha |      | 16          |
| 14.    | Jindřich Dominik   | Plzeň             |      | 15          |
| 15.    | Jozef Tóth         | Kopřivnice        |      | 14          |
| 16.    | Evžen Erban        | Pardubice         |      | 13          |
| 17.    | Aleš Dryml         | Pardubice         |      | 9           |
| 18.    | Jan Jaša           | Kopřivnice        |      | 6           |
| 19.    | Zdeněk Dominik     | Kopřivnice        |      | 4           |
| 20.    | Jaroslav Hauptmann | Plzeň             |      |             |
| 21.    | Josef Plíšek       | Kopřivnice        |      |             |

Body
1. místo – 20 bodů
2. místo – 17 bodů
3. místo – 15 bodů
4. místo – 13 bodů
5. místo – 11 bodů
6. místo – 10 bodů
7. místo – 9 bodů
8. místo – 8 bodů
9. místo – 7 bodů
10. místo – 6 bodů
11. místo - 5 bodů
12. místo - 4 body
13. místo - 3 body
14. místo - 2 body
15. místo - 1 bod